# Mirko Vekjet
Mirko (Friderik) Vekjet (Vecchiet), slovenski duhovnik, * 9. november 1902, Trst (Kolonkovec), † 20. februar 1944, Dachau.

## Življenje
Po ljudski šoli je obiskoval idrijsko realko, nato pa je vstopil v semenišče v Gorici. Že kot dijak se je vključeval v društveno delo, leta 1924 je ustanovil mladinsko društvo Slovencev pod Italijo Adrija. 2. julija 1933 je prejel mašniško posvečenje, novo mašo je imel v Škednju pri Trstu.
Avgusta 1933 je prevzel v upravo župnijo Boljun v Istri, 1. marca 1934 je bil imenovan za njenega župnika. Med vojno ni želel vstopiti v noben odbor OF, ko so ob italijanski kapitulaciji partizani na zvonik cerkve v Boljunu izobesili zastavo z rdečo zvezdo jo je pred prihodom Nemcev pravočasno snel in posredoval, da faranov Nemci niso odpeljali v taborišča. Ker so Nemci hoteli legitimirati prisotne moške, so hoteli od župnika Vekjeta krsne knjige, ker tega ni hotel storiti, so ga naložili na tovornjak in odpeljali. V Trstu so ga zaprli v koronejske zapore. Po posredovanju Boža Milanovića je se je zanj zavezl tržaški škof Anton Santin, vendar so ga medtem že odpeljali v taborišče v Dachau. Tja je prišel 20. oktobra 1943, vpisan pod številko 57425. Umrl je 20. februarja 1944, njegovo ime je zapisano na plošči padlih dijakov idrijske realke, ploščo slovenskih padlih duhovnikov na Brezjah, na kateri je bilo njegovo ime, pa so frančiškani 2014 odstranili. 